# K.W. Jeter
Kevin Wayne Jeter, född 1950, är en amerikansk författare av science fiction och skräcklitteratur.
Han anses namngett science fiction-genren steampunk, då han 1987 använde denna beteckning för att beskriva en genre som han och bland andra James Blaylock och Tim Powers då redan var verksamma inom. Steampunk är science fiction i en fiktiv dåtid under industrialismens barndom och steampunk-romaner innehåller ofta fantastiska ångmaskins- och urverksanordningar. K.W. Jeter har skrivit steampunkromanerna Morlock Night och Infernal Devices.
Några av Jeters mest betydelsefulla böcker inom science fiction är trilogin Dr Adder (1984), The Glass Hammer (1985) and Death Arms (1987) som utspelar sig i ett ödelagt Amerika i en nära framtid. Dr Adder var den första roman Jeter skrev, redan 1972, men den förblev länge opublicerad, trots att Philip K. Dick förespråkade publicering efter att ha läst manuskriptet.
K.W. Jeter har även skrivit Blade Runner-uppföljarna 2-4: Blade Runner 2: The Edge of Human (1995), Blade Runner 3: Replicant Night (1996) and Blade Runner 4: Eye & Talon (2000).